# Iwamoto Yoshiharu

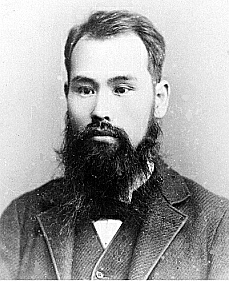
Yoshiharu Iwamoto

Iwamoto Yoshiharu (japanisch 巌本 善治; * 30. Juli 1863 in der Provinz Tajima; † 6. Oktober 1942) war ein japanischer Journalist, Literaturkritiker und Erzieher.

## Leben
Iwamoto Yoshiharu wurde in der ehemaligen Provinz Tajima, heute ein Teil der Präfektur Hyōgo, geboren. Sein ursprünglicher Familienname lautete Inoue (井上). 1876 ging er nach Tōkyō, wo er die von Nakamura Masanao gegründete Dōjinsha-Schule und die von Tsuda Sen gegründete Gakunōsha-Schule besuchte und das protestantische Frauenbild Neuenglands kennenlernte und vom Christentum beeinflusst wurde. 1883 ließ er sich taufen. Er wurde Chefredakteur der Kirisutokyō Shimbun (基督教新聞, dt. „Christliche Zeitung“) und gründete darauf folgend 1885 die Zeitschrift Jogaku zasshi. 1887 wurde er nach dem Gründer Kimura Kumaji der zweite Direktor der Meiji Jogakkō („Meiji-Mädchenschule“) und bemühte sich, sowohl schulisch wie auch durch Zeitschriften, um Bildung der Frauen nach dem Vorbild des modernisierten Christentums amerikanischer Prägung.
Als 1890 Ōgais Erzählung Maihime (舞姫, dt. „Die Tänzerin“) erschien, griff Iwamoto diese aufs heftigste an und schrieb: „Über die Handlung, ein junges Mädchen ohne ordentliche Heirat zu schwängern, ärgerte ich mich derart, dass es aussah, ich spränge.“ Als weiterhin Tokutomi Sohō 1891 in der Zeitschrift Kokumin no tomo den Artikel Hiren'ai (非恋愛, dt. „Nichtliebe“) veröffentlichte und darin beklagte, dass zwischen jungen Menschen der „Liebeseifer“ zunehme, veröffentlichte Iwamoto als Gegenreaktion Hiren’ai o hitosu (非恋愛を非とす, dt. etwa: „Nichtliebe verneinen“). Iwamoto idealisierte eine „gesunde“ Form der Liebe und der Beziehung, doch zu jener Zeit brachte Kitamura Tōkoku fanatische Aufsätze zum Thema Liebe wie sein Ensei-shika to josei (厭世詩家と女性, dt. „Der pessimistische Dichter und die Frauen“) oder enttäuschte Hoffnungen beschreibende Abhandlungen in die Jogaku zasshi, wodurch es zu Differenzen zwischen Iwamoto und Tōkoku kam. Das war ein Anlass für Shimazaki Tōson und Kitamura Tōkoku, die Zeitschrift Bungakukai zu gründen.
Iwamoto Yoshiharus Frau war Wakamatsu Shizuko, eigentlich Iwamoto Kashiko. Sie wurde bekannt durch ihre Übersetzung des Romanes Der kleine Lord (unter dem japanischen Titel Shōkōshi (小公子) in derselben Bedeutung), verschied aber bereits in jungen Jahren. Die Schriftstellerin Nogami Yaeko, Schülerin der Meiji-Jogakkō, schrieb in ihrem Spätwerk Mori (森, dt. „Wald“): „Es gab Gerüchte, die darauf hindeuteten, dass Iwamoto nach dem Verlust seiner Frau ein Verhältnis mit einer Schülerin hatte.“
Iwamoto verehrte Katsu Kaishū und veröffentlichte 1899, dem Todesjahr desselben, Kaishū-yoha (海舟余波, „Die Nachwirkung des Kaishū“) sowie 1930 Kaishū-zadan (海舟座談, „Kaishū-Gesprächsrunde“).
Die Violinistin Iwamoto Mari ist die Tochter Iwamoto Masahitos (巌本荘民, Iwamoto Masahito), des ältesten Sohnes Yoshiharus.